# 井上竜夫
井上 竜夫（いのうえ たつお、1941年〈昭和16年〉11月8日 - 2016年〈平成28年〉10月5日）は、日本のお笑いタレント、喜劇俳優。本名：井上 龍男（いのうえ たつお）。兵庫県尼崎市出身。
吉本新喜劇の座員として吉本興業に所属していた。

## 人物・略歴
尼崎市立尼崎産業高等学校卒業。
キングレコード所属で現役歌手の井上実香は実娘で、代表曲に「大阪恋みれん」「逃げる月」などがある。
尼崎市にスナック「SNACKたっちゃん」を経営。趣味はカメラ収集。実父は奈良県の薬師寺の僧侶であった。

## 芸歴
- 1959年、高校在学時に所属の演劇部で全国大会に出場、その後松竹新喜劇・曾我廼家五郎八の元に入門する。同年新春座入団、新刃会に所属。翌年、道頓堀中座にて初舞台を踏んだ。その後1963年、吉本新喜劇入団[1]。1971年には同じ新喜劇団員の谷しげると漫才コンビ「ざ・どっきんぐ」を組んだこともあったが、自分に合わないと感じ、結核で長期の入院を強いられたこともあって解散、1975年に新喜劇に復帰。1989年の劇団員リストラ「新喜劇やめよッカナ?キャンペーン」を乗り越え、再び新喜劇団員に所属。キャラクターの濃い人間だらけの中で、舞台の“癒し系”を演じる。
- 晩年の役柄は、和服姿で足元がおぼつかないおじいちゃん役（昔は岡八郎や花紀京の専属老人の感があった）が多かったが、時にスーツを着て「会長」「社長」役を演じることがあった。変わったところでは悪役、ワケありの従業員、大天使役など。とりわけ辻本茂雄座長回では年齢不相応な役柄（ボディガード、暴走族など）を演じており、本編では途中から点滴や車椅子などの小道具をつけざるをえなくなるトラブルメーカー的立場も担っている。また、「セカンド・ラブ」（NGKタイトル「老人ホームはスイートホーム」）ではギャグを一切封印して、無口な画家役を演じたこともある。
- カツラは河童の頭のようなカツラをかぶるが、稀にオールバックのようなカツラをかぶることもあった。しかしカツラが違っても役柄、ギャグに変化はない。なお、地毛は年の割にフサフサでリーゼントのようになっていて、本来の見た目は実年齢より若く見えていた。
- 父親は寺の住職で、老人の役作りは父の元を訪れるお年寄りたちを参考にしたという。
- 2014年9月の公演中に体調不良を訴えて降板、当初は1ヶ月ほどで復帰予定[2]だったが、もともと呼吸器系に持病があったことから休養をとり、2015年12月に大阪国際交流センターで開催された「吉本新喜劇まつり！2015」で1年ぶりに復帰を果たした[3]。これが生前最後の公の場となった。
- 2016年に体調が再び悪化し、同年10月5日午前4時20分、高度肺気腫のため兵庫県西宮市内の病院で死去した[4]。74歳没。最期の言葉は「また明日」だった。
- 2017年10月4日、娘の実香のブログで一周忌の様子が描かれた[5]。

## ギャグ
- 登場時に「おじゃましまんにゃわ」と言って、登場人物達がずっこける。
- 来た用事を聞かれ「あれ、何やったっけ、ハハ、思い出せんわ、あ、あぁ〜あぁ〜あぁ〜あぁ〜あぁ〜あ、あ、そうそうそうそうそうそう、え?なに?あ、あぁ〜あぁ〜あぁ〜あぁ〜あぁ〜、あ、ちゃうわちゃうわちゃうわ（この際「違うんかいっ」と突っ込まれる）お〜お〜、傑作や、ホッハッハッハッハッハッハ、はぁ〜あ、ZZZ」（と、寝たふりをし「寝んな!」もしくは「寝とんのかい、おい!」と突っ込まれ）「三途の川や〜」「きれいなお花畑やったなあ」

（烏川耕一・安尾信乃助パターン1・清水けんじなど）「渡ったらあかん」
(信濃岳夫)「アカンアカンアカンアカンアカンちょっとちょっとちょっと」
（辻本茂雄）「渡ってまえ」「レッツゴー」
（すっちー）「渡り〜さ〜」　
（小籔千豊）「渡り〜」　　　　
(内場勝則パターン1)「渡ったらあかんて」「だめだめだめだめ」
（内場勝則パターン2）「お爺ちゃん渡ろっ〜」「はいこっち近道やから」
（安尾信乃助パターン2）「あぁ〜っもうっ渡ろっ?」「渡りましょ」「こっちの方が渡りやすいですよ」「足元気を付けて」
その後、井上は｢よくショックを与えてくださいました」と言い、共演者に「なに言うてんねん！」と突っ込まれる。
なお、井上はこのギャグを「私にしか出来ないギャグ」と豪語しており、例えば「夕焼けの松ちゃん浜ちゃん」では松本人志や浜田雅功、島木譲二も挑戦したが、できなかった。
井上の死去後は追悼の意味を込めて他の芸人が「使わせてもらってます」と言いこのギャグを行うことがあった。
- どこかへ移動しようとするとき、突然足が固まったふりをする。その後なんとか動こうとして足を引っ張る動作を「ん〜〜〜〜このクソボケカスミソクソ……よいとせの、こらせの、どっこいさのせ〜」などとかけ声と共に行う。そして「ああ、ええ運動になった」と発言して何事もなかったかのように普通に歩いていく。以前は、別バージョンもあり、オチが「この方が早いやないか」と言いながら歩き去るというもの。
- （共演者に「しっかりしてくださいよ」と言われた後）「しっかりでけたら、うっかりせんわい」
- 吉田ヒロから「桃屋のおっさん」とイジられる。
- 共演者に突き飛ばされた時、突き飛ばされた勢いで逆立ちし、そのままの体勢になってしまい、共演者に浣腸もしくは棒でお尻の穴を刺される流れがある。
- 年の差カップルで出た時に相手のマドンナ役が「私たち結婚します!」と宣言すると共演者から「結婚式終わったらすぐ葬式やで…」っと突っ込まれる。この後マドンナ役から「（結婚）式場を見に行ってからお墓を見に行きましょう…」と言われて嬉々として二人で舞台からはけていくことがある。このネタは、Mr.オクレが引き継いでいる。

老人に実際ありがちなボケ
- 「この鉢（8）洗っといて」「ななはどうしたら?」「数字ちゃう!」
- 寝かされている患者の上に座り、「（患者がいるのは）下や!」「え?」「下や!」「べぇ」と舌を出す。
- 医者役の時、聴診器を逆に付けて「手遅れや。息してへん」「それつけるとこ逆や!頼むでほんまに！！」
- 共演者の言うことが聞こえず、共演者に「このじいさん、ボケとるな」と言われた時、「誰がボケとんじゃ」と怒り出す。
- よぼよぼな外見にもかかわらず無茶苦茶強く、悪役の時は制圧にかかった刑事2人が大怪我をする。

## 主な出演

### 舞台
- 毎日放送系放映よしもと新喜劇不定期出演。
- 舞台は主になんばグランド花月出演、たまに地方巡業に参加。

### テレビドラマ
- 水戸黄門 第31部 第13話「うまい鯛にゃ裏がある -明石-」（2003年、TBS）
- 連続テレビ小説『ウェルかめ』（2009年、NHK） - お遍路客 役

### 映画
- 0.5ミリ（2014年） - 康夫 役